# Уилям Шепърд
Вижте пояснителната страница за други личности с името Уилям Шепърд.
Уилям Шепърд (на английски: William Shepherd) е бивш американски астронавт, който е служил като командир на Експедиция 1, първата мисия до Международната космическа станция (МКС).

## Биография
Шепърд е роден в Оук Рийдж, Тенеси, но смята Ню Йорк за роден град. Женен е за Бет Стринган от Хюстън, щата Тексас. Майка му Барбара Шепърд живее в Мериленд, а баща му Джордж Шепърд е починал.
През 1971 г. взима диплома по аерокосмическо инженерство от Американската военноморска академия. След като преминава обучението Шепърд става морски тюлен. През 1978 получава едновременно степените Доктор на науките в механиченото инженерство и научна степен за инженер от Масачузетския технологичен институт.

## Шепърд в НАСА
Шепърд е избран като астронавт на НАСА през 1984 г. През 1986 година неговата тренировка за морски тюлен се оказва много полезна за НАСА, когато той участва в спасителните операции при злополуката с космическа совалка Чалънджър.
След това Шепърд участва в три полета на Спейс Шатъл:мисия STS-27 през 1988, мисия STS-41, с която се извежда космическата сонда Одисей през 1990, и в полет STS-52 през 1992 г.
През 1993 Шепърд е прехвърлен към програмата за Международна космическа станция. От 31 октомври, 2000, до 21 март, 2001 той и руските космонавти Юрий Гидзенко и Сергей Крикальов служат на първата мисия до МКС - Експедиция 1. Това е първият екипаж посетил МКС.

## Награди
На 15 януари 2003 г., Уилям Шепърд е награден от Конгреса на САЩ с Космически медал на честта – най-високото гражданско отличие за изключителни заслуги в областта на аерокосмическите изследвания.